# Papa longues jambes (film, 2005)
Pour les articles homonymes, voir Papa longues jambes (homonymie).
Pour plus de détails, voir Fiche technique et Distribution.
Papa longues jambes (키다리 아저씨, Kidari ajeossi) est un film sud-coréen réalisé par Kong Jeong-sik, sorti le 13 janvier 2005.

## Synopsis
Cha Young-mi est une lycéenne naïve au grand cœur. Devant se débrouiller seule après la tragique perte de ses parents, Young-mi est déterminée à surmonter toutes les épreuves qui peuvent l'attendre dans le futur, pour pouvoir finir son éducation. Grâce à l'aide d'un bienfaiteur invisible qui paye pour les frais de scolarité et pour les autres dépenses nécessaires, Young-mi est capable de finir ses études et on lui offre l'emploi de ses rêves, responsable des programmes pour une station de radio. C'est là qu'elle rencontre et tombe amoureuse de son collègue de travail, Kim Jun-ho. Après la découverte d'un message désespéré laissé par le précédent utilisateur de son ordinateur, elle décide de faire quelque chose pour aider cette personne au cœur brisé...

## Fiche technique
- Titre : Papa longues jambes
- Titre original : 키다리 아저씨 (Kidari ajeossi)
- Réalisation : Kong Jeong-sik
- Scénario : Kim Hyeong-jun, d'après un roman de Jean Webster
- Production : Kim Hyeong-jun
- Musique : Han Jae-kwon
- Photographie : Park Hee-ju et Im Jae-guk
- Montage : Inconnu
- Pays d'origine : Corée du Sud
- Langue : coréen
- Format : Couleurs - 1,85:1 - Dolby Digital - 35 mm
- Genre : Drame, romance
- Durée : 110 minutes
- Date de sortie : 13 janvier 2005 (Corée du Sud)

## Distribution
- Ha Ji-won : Cha Young-mi
- Yeon Jung-hoon : Kim Jun-ho
- Shin Yi : Kang Jong-jong
- Park Eun-hye : Young-woo
- Hyun Bin : Hyung-joon
- Jung Joon-ha : Président Lee

## À noter
Kidari ajeossi est la sixième adaptation du roman de Jean Webster. Il y eut tout d'abord Papa longues jambes, réalisé par Marshall Neilan en 1919 (États-Unis), suivi de Daddy Long Legs, réalisé par Alfred Santell en 1931 (États-Unis), Vadertje Langbeen, réalisé par Frederic Zelnik en 1938 (Pays-Bas), Papa longues jambes, réalisé par Jean Negulesco en 1955, avec Fred Astaire (États-Unis). Il s'agit également de la première adaptation couleur. Vint ensuite Hizir Dede, film turc réalisé en 1964 par Osman F. Seden, de nouveau en noir et blanc. Une série d'animation japonaise de quarante épisodes vit également le jour en 1990, sous le titre Watashi no ashinaga ojisan.